# Scheunen Sethlerhemmer Straße 67
Die zwei Scheunen Sethlerhemmer Straße 67 in der niedersächsischen Kleinstadt Hemmoor, östlich von Basbeck, Samtgemeinde Hemmoor, im Landkreis Cuxhaven, stammen aus dem 18. und 19. Jahrhundert.
Aktuell (2024) werden sie gewerblich und landwirtschaftlich sowie für Wohnzwecke genutzt.
Die Gebäude stehen unter Denkmalschutz (siehe auch Liste der Baudenkmale in Hemmoor).

## Geschichte und Beschreibung
Hemmoor ging 1968 aus den sechs ehemals selbständigen Gemeinden Basbeck, Warstade, Hemm, Westersode, Hemmoor und Heeßel hervor.
Die Hofanlage am Basbecker Schleusenfleth besteht aus
- der eingeschossigen zum Hof – wie das Haupthaus – giebelständigen Kruppscheune (Viehscheune) von 1899 (Inschrift) als Zweiständer-Hallenhaus mit Satteldach, mit nördlichem Hofgiebel in Rasterfachwerk mit Steinausfachungen, mit der Grooten Door und senkrechter Verbretterung im oberen Giebeldreieck sowie südlichem massiv erneuerten Giebel mit oberer senkrechter Verbretterung,[2]
- der eingeschossigen freistehenden Kornscheune aus der zweiten Hälfte des 18. Jahrhunderts als Gefügebau mit Sattel- und Walmdach, an den Traufseiten senkrecht verbrettert, am westlichen Giebel teils in Fachwerk mit Steinausfachungen und darüber senkrecht verbrettert, am östlichen Giebel im oberen Giebeldreieck waagerecht verbrettert mit Uhlenloch, darunter mit Welldach verkleidet und tief herabgezogenem Pultdach[3]
- sowie weiteren nicht denkmalgeschützten Gebäuden.

Das Landesdenkmalamt befand u. a.: „… als Kruppscheune in typischer Bauweise … in der regional typischen Form einer Kornscheune ….“